# マンパワーグループ
マンパワーグループ株式会社（英: ManpowerGroup Co. Ltd.）は、東京都港区芝浦に本社を置き、総合人材サービスを提供する日本の企業。

## 概要
世界的に人材サービスを展開するManpowerGroupの日本法人で完全子会社。1966年11月30日に設立されて以降、人材サービス全般を担う総合人材サービス企業として活動している。日本においては、Manpower、Experis、Right Management、およびManpowerGroup Solutions の4つのブランドを展開。米国に本拠を置く親会社は、アデコ、ランスタッドとともに人材サービス世界3強の一角を担い、ニューヨーク証券取引所に上場するほか、近年では中東やインドの人材サービス会社を買収した。
2011年12月16日、「株式会社ライト マネジメント ジャパン」（本社・東京都）を吸収合併し、マンパワーグループ株式会社に改称。
2020年12月21日、本社を神奈川県横浜市西区みなとみらいから東京都港区芝浦（田町駅）へ移転。

## マンパワー・カプセル
「回答の時期から10年後時点で世界・日本はどうなっているか」をテーマとして、幅広い分野の質問を用意し、回答を広く一般に問う企画。10年後に結果を発表し、最高得点者には200万円分の国債とその利子が賞金として授与される。
1980年、1990年、2000年に実施している。